# 八達市場站
八達市場站（：／ Paldal-sijang yeok */?）是大邱地鐵3號線沿線的一座高架車站，位於韓國大邱廣域市北區魯院洞3街。

## 車站結構
站體為2面2線側式月台的高架車站，候車月台設有半高式月台門，僅有1處出口。

### 月台配置
| 萬坪 ↑ |
| \| 上  |
| ↓ 院垈 |

| 月台 | 路線               | 目的地                           |
| ---- | ------------------ | -------------------------------- |
| 上行 | ●大邱都市鐵道3號線 | 萬坪、梅川市場、漆谷慶大醫院方向 |
| 下行 | ●大邱都市鐵道3號線 | 院垈、西門市場、龍池方向         |

## 歷史
- 2015年4月23日：開通啟用。

## 車站周邊
- 八達新市場
- 萬坪市場
- 萬坪居民圖書館
- 魯院119安全中心
- 大邱魯院洞郵局
- 飛山公園
- 飛山5洞居民中心
- 大邱仁智初等學校

## 圖片

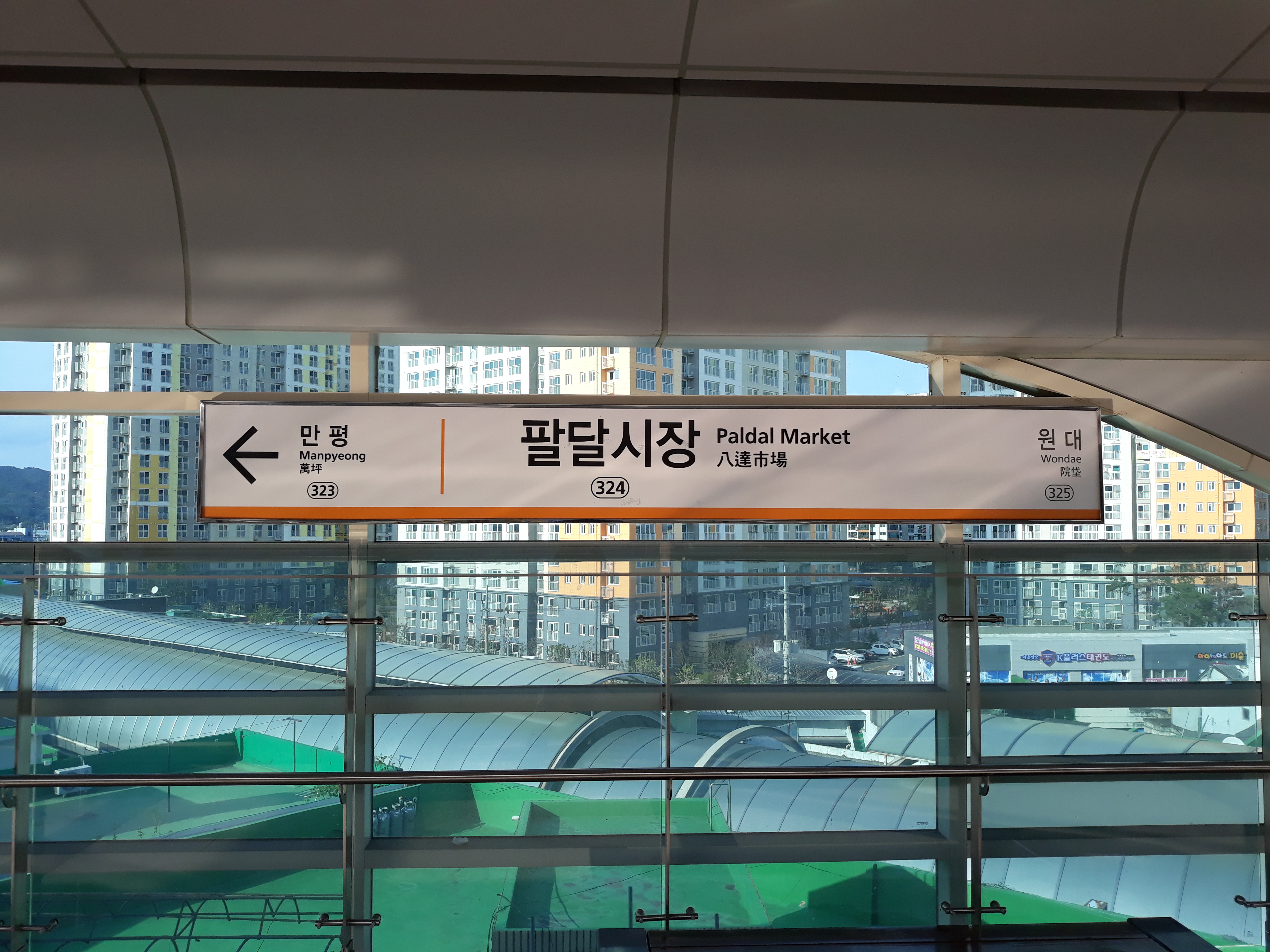
站名牌
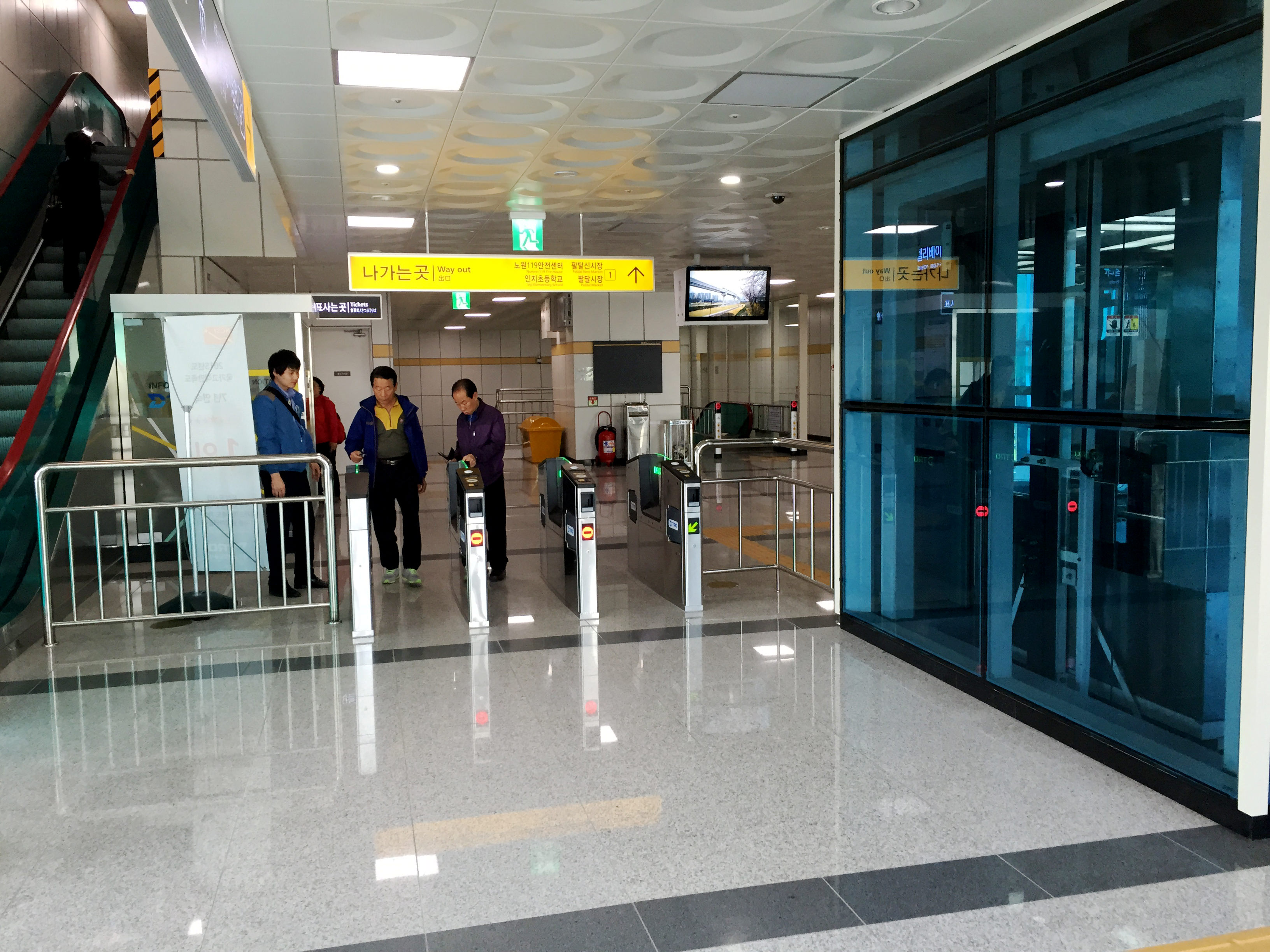
剪票閘口
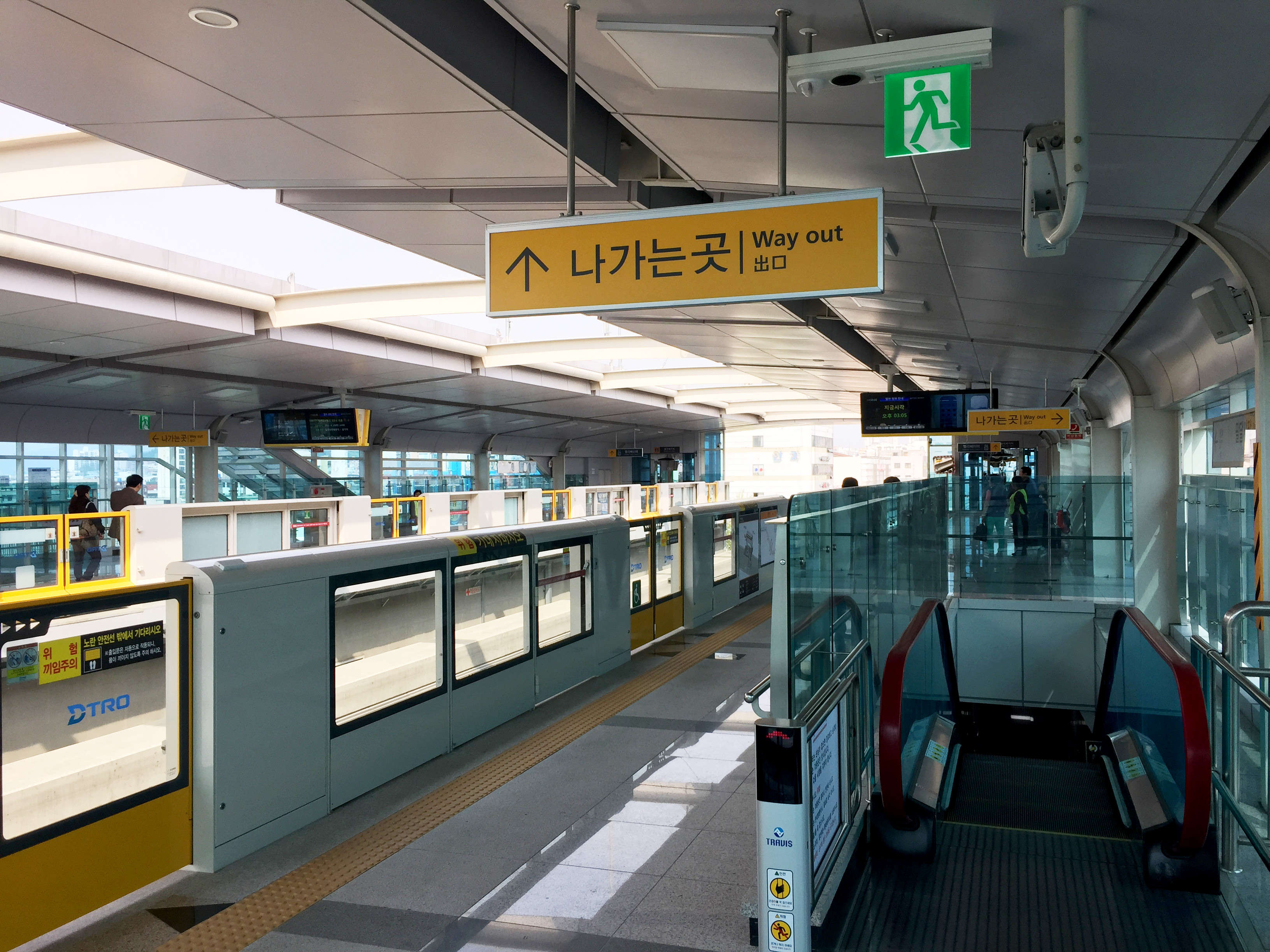
候車月台
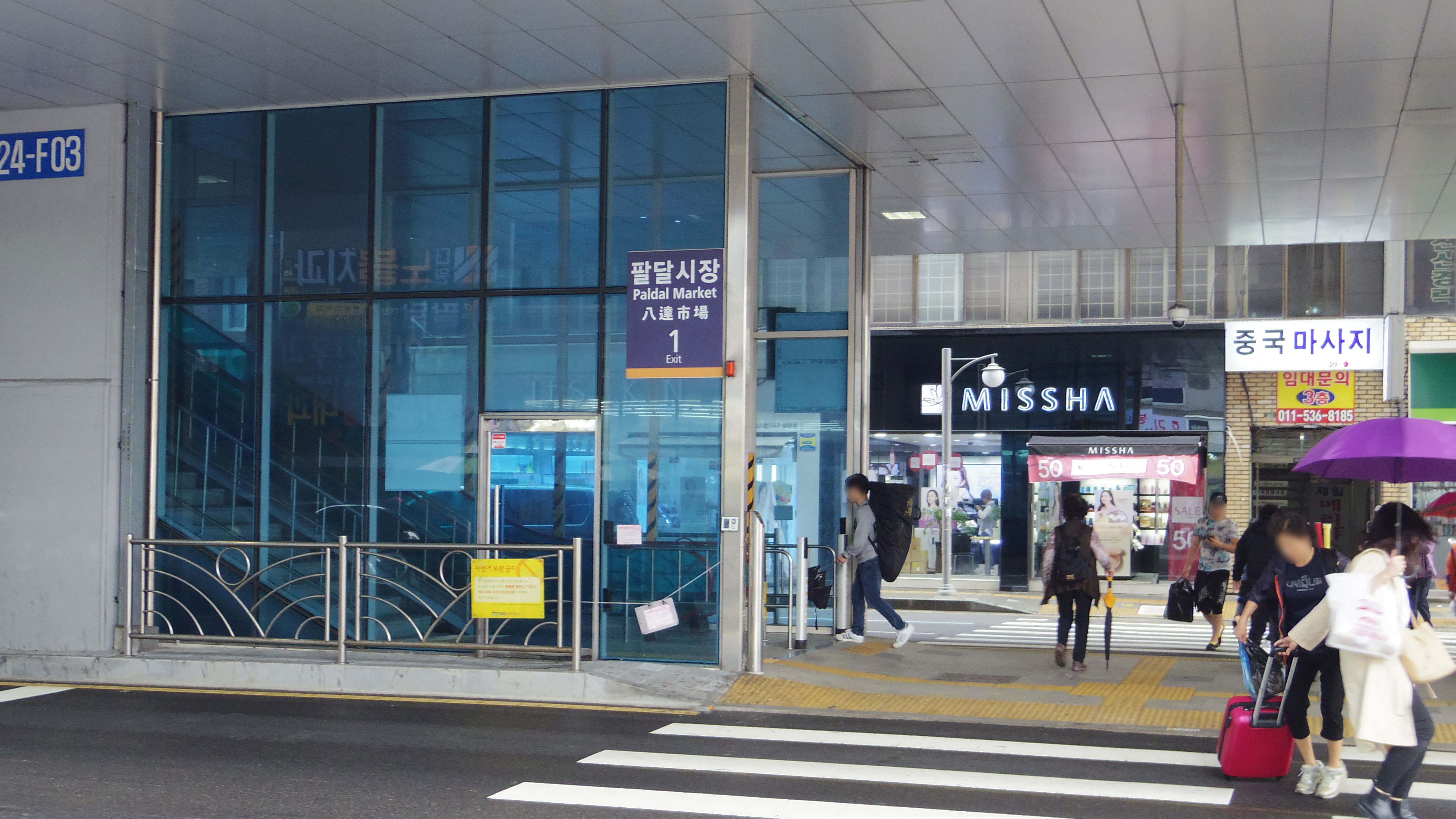
1號出口

## 相鄰車站
大邱都市鐵道公社
●大邱都市鐵道3號線
萬坪（323）－八達市場（324）－院垈（325）